# Hugo Wehr
Hugo Wehr (* 29. November 1928 in Haßloch; † 2000 ebenda) war ein deutscher Orgelbauer mit Werkstattsitz in Haßloch. Er baute hauptsächlich Orgeln für katholische Kirchen in der Pfalz.

## Leben
Hugo Wehr lernte das Orgelbauhandwerk von 1949 bis 1952 bei Paul Sattel in Speyer und arbeitete anschließend als Geselle in dessen Werkstatt. Seine Meisterprüfung absolvierte er im Jahr 1957.  Nach Sattels Tod im Jahr 1960 übernahm Wehr die Werkstatt und siedelte sie in seinen Heimatort Haßloch um. Das Unternehmen wurde 1990 aufgelöst.

## Werkliste (unvollständig)
| Jahr | Ort                   | Gebäude                                   | Bild | Manuale | Register | Bemerkungen                                                                                  |
| ---- | --------------------- | ----------------------------------------- | ---- | ------- | -------- | -------------------------------------------------------------------------------------------- |
| 1960 | Scheibenhardt         | St. Ludwig                                |      | II/P    | 18       |                                                                                              |
| 1962 | Kandel (Pfalz)        | St. Pius                                  |      | II/P    | 27       |                                                                                              |
| 1964 | Iggelheim             | St. Simon und Judas Thaddäus              |      | II/P    | 15       |                                                                                              |
| 1965 | Schifferstadt         | Herz-Jesu-Kirche                          |      | II/P    | 25       |                                                                                              |
| 1965 | Wörth am Rhein        | St. Ägidius                               |      | II/P    | 20       |                                                                                              |
| 1967 | Eußerthal             | Klosterkirche                             |      | II/P    | 11       | Wurde 1978 durch Wehr in das Gemeindezentrum St. Konrad in Speyer verbracht                  |
| 1967 | Ludwigshafen–Edigheim | Maria Königin                             |      | II/P    | 22       |                                                                                              |
| 1967 | Landau in der Pfalz   | Augustinerkirche                          |      | II/P    | 20       | 1999 durch einen Brand stark beschädigt, im Jahr 2000 durch Gerhard Kuhn rekonstruiert       |
| 1969 | Jockgrim              | St. Georg                                 |      | II/P    | 24       | 2006 durch Kuhn restauriert                                                                  |
| 1973 | Schaidt               | St. Leo                                   |      | II/P    | 18       |                                                                                              |
| 1974 | Rödersheim-Gronau     | St. Leo                                   |      | II/P    | 18       | Positiv wurde 2019 von Heissler Orgelbau um ein Salicional 8' erweitert                      |
| 1976 | Haßloch               | St. Gallus                                |      | II/P    | 24       | 2002 durch Kuhn restauriert                                                                  |
| 1976 | Eußerthal             | St. Bernhard                              |      | II/P    | 23       | [ 2 ]                                                                                        |
| 1977 | Lambsheim             | St. Stephanus                             |      | II/P    | 15       |                                                                                              |
| 1978 | Eußerthal             | Klosterkirche                             |      | II/P    | 23       | Ersatz für das 1978 durch Wehr nach Speyer verkaufte Instrument                              |
| 1978 | Haßloch               | Pauluskirche                              |      | II/P    | 19       |                                                                                              |
| 1979 | Harthausen            | St. Johannes der Täufer                   |      | II/P    | 22       | In historischem Gehäuse von Johann Jelaćić; große Teile des Pfeifenmaterials wiederverwendet |
| 1980 | Hochdorf-Assenheim    | St. Peter                                 |      | II/P    | 16       |                                                                                              |
| 1982 | Römerberg–Berghausen  | St. Pankratius                            |      | II/P    | 18       |                                                                                              |
| 1983 | Ranschbach            | Pfarr- und Wallfahrtskirche Allerheiligen |      | II/P    | 19       |                                                                                              |